# PGZ-09
Le Type 09 (désignation militaire APL : PGZ09 – Chinese; pinyin : 09 shì zì xíng gāoshèpào, "Artillerie antiaérienne automotrice de type 09") est un véhicule antiaérien automoteur chinois fabriqué par Norinco. Il est armé de deux canons de calibre 35 mm et éventuellement de deux à quatre missiles à tête chercheuse infrarouge de type Tire et oublie. Il a commencé à remplacer progressivement le prédécesseur Type 95 en 2009. Certains analystes militaires ont désigné le véhicule comme Type 07, mais la désignation officielle a été confirmée comme Type 09 lors de l'exposition thématique du 90e anniversaire de l'Armée de libération du peuple chinois en 2017.

## Histoire
En 1987, la Chine a importé l'Oerlikon GDF-002 avec des licences de fabrication, qui a été désigné comme système de canon antiaérien double de type 90 de calibre 35 mm en Chine. Le Type 90 est principalement conçu pour engager des cibles volant à basse altitude telles que des avions d'appui aérien rapproché, des hélicoptères, des véhicules aériens sans pilote (UAV) et des missiles de croisière. Le Type 09 est la version automotrice du Type 90.

## Caractéristiques
Le type 09 utilise un châssis à chenilles similaire au PLZ-05, qui est propulsé par un moteur diesel 8V150 de 800 ch. Le châssis comporte six roues avec barres de torsion combinées et système de suspension hydropneumatique et transmission manuelle CH700. La conception à chenilles et le moteur de 800 ch permettent une vitesse sur route allant jusqu'à 55 km/h. La tourelle est constituée d'un blindage en acier soudé qui protège l'équipage des tirs d'armes légères et des éclats d'obus. Au-dessus de l'arc frontal, l'armure est conçue pour résister à une mitrailleuse lourde de calibre 14,5 mm.
Les principaux armements sont des canons antiaériens à double canon PG-99 (Type 90),.  L'artillerie à double canon a une cadence cyclique de 1 100 c/m. Le véhicule peut choisir parmi cinq types de munitions avant l'engagement, y compris HEI (High Explosive Incendiary) avec variante traceur, SAPHEI (Semi-blind-piercing high-explosive incendiiary) avec variante traceur, sabot de rejet antiblindage, rafale d'air programmable et cible traceur de pratique. La tourelle a deux mécanismes de chargement distincts pour chaque canon. 
Le véhicule est équipé de deux types de radar. Le radar de recherche et de surveillance (radar Doppler) est situé à l'arrière du toit de la tourelle qui a une portée rapportée de 20 km avec une capacité d'identification ami ou ennemi. Le radar de poursuite est monté devant la tourelle avec un système de contrôle de tir numérique au-dessus. Il est équipé d'un système de ciblage contrôlé par ordinateur avec télémètre laser et viseur à suivi thermique. Une optique d'éclairage diurne de secours est située au sommet de la tourelle. Un système de contrôle de tir numérique et un chargeur automatique sont situés à l'arrière du véhicule. Les autres équipements standards du type 09 comprennent la climatisation pour l'équipage et les ordinateurs, le chauffage et la ventilation, ainsi qu'un système de protection NRBC. Le type 09 dispose également d'un système de détection et d'extinction automatique des incendies, d'une liaison de données et d'un système de communication externe avec d'autres véhicules du bataillon.

## Opérateur
Chine
- Véhicule de défense aérienne standard pour les brigades interarmes de la Force terrestre de l'APL.